# Casa Luis Barragán
La Casa-Taller de Luis Barragán, más conocida como Casa Luis Barragán, fue la residencia del arquitecto Luis Barragán Morfín en los años siguientes a la Segunda Guerra Mundial. Cuenta con 1162 metros cuadrados, que se reparten entre la construcción y las áreas verdes, y en su conjunto refleja el estilo arquitectónico de Barragán durante ese periodo. La casa funciona como museo, que puede visitarse únicamente a través de recorridos guiados a grupos. Se localiza en la colonia Daniel Garza, al poniente de la Ciudad de México, en la calle General Francisco Ramírez 12. La estación del metro Constituyentes es la más cercana a la casa.

## Historia
La Casa-Taller se construyó en 1948. Es una de las obras más influyentes y representativas de la arquitectura contemporánea en el mundo reconocida por la Unesco como una de las 35 zonas calificadas como Patrimonio de la Humanidad en México. Se trata del único inmueble individual en América Latina que ha logrado tal distinción, debido a que –como afirma la propia Unesco en su declaratoria– «es una obra maestra dentro del desarrollo del movimiento moderno, que integra en una nueva síntesis elementos tradicionales y vernáculos, así como diversas corrientes filosóficas y artísticas de todos los tiempos». La Casa-Taller se considera una obra magna de la arquitectura y es propiedad del gobierno de Jalisco y de la Fundación de Arquitectura Tapatía Luis Barragán.